# Herbés
Herbers è un comune spagnolo di 90 abitanti situato nella comunità autonoma Valenciana.